# Jhon Wendt
Jhon Soane Patita Vaimua Wendt (ur. 15 stycznia 1994 w Numei) – francuski siatkarz pochodzenia nowokaledońskiego, grający na pozycji środkowego i atakującego.

## Przebieg kariery
| 2010–2012                 | CNVB                |
| 2012–2014                 | AS Cannes VB        |
| 2014–2017                 | Narbonne Volley     |
| 2017–2018                 | Lindemans Aalst     |
| 2018–2019                 | Maliye Piyango SK   |
| 2019–2020                 | ASK Niżny Nowogród  |
| 2020–2021                 | Osaka Blazers Sakai |
| 2021–2022 (od 30.12.2021) | AS Cannes VB        |
| 2022–                     | Volley Amriswil     |

## Sukcesy klubowe
Liga belgijska:
- 2018

Superpuchar Szwajcarii:
- 2022

Liga szwajcarska:
- 2023[5]

## Sukcesy reprezentacyjne
Mistrzostwa Europy Kadetów:
- 2011